# 杜琮 (明朝)
杜琮（14世紀—15世紀），字孟清，號蒙齋，福建建寧府甌寧縣人，明朝政治人物。

## 生平
杜琮在永樂初年應詔預修《永樂大典》，九年（1411年）中應天鄉試舉人，授上高教諭，曾協助修撰《上高縣志》，宣德年間改任全椒教諭，督學嚴明號稱得人，秩滿宣德四年（1429年）陞為河南道監察御史，擢官山東左參議，在任內去世，著有《適興集》、《錦江集》。

## 引用
1. 1 2  康熙《甌寧縣志·卷八》：杜琮，字孟清，永樂初應詔預修大典，領應天府辛卯鄉薦，歷上高、全椒二學教諭，秩滿之京，吏部尚書王直聞其名，延之教子，其子稍失禮拂袖歸，直聞益重之。選監察御史，陞山東布政司左參議皆舉其職，卒於官。
2. ↑  康熙《上高縣志·卷五》：杜宗【琮】，福建建安人，永樂間以舉人任，嘗修上高邑志，令後學有所考據，功亦偉矣。惜乎行實不可詳得，官擢御史，歷晉至布政使司。
3. ↑  民國《全椒縣志·卷九·職官志》：杜琮，宣德間由舉人任，督課條明，門下號稱得人，秩滿升御史。
4. ↑  《明宣宗章皇帝實錄·卷五十七》：（宣德四年八月）乙酉擢全椒縣儒學教諭杜琮、寧陽縣儒學訓導孫純、黃州府儒學訓導李縉、大理府儒學訓導趙本、南安縣知縣張鑑，進士林英、曹南、陳質、達旺、劉濱、劉敬俱為行在監察御史，琮河南道、純廣西道、縉陜西道、本浙江道、鑑貴州道、英四川道、南福建道、質廣東道、旺交阯道、濱、敬江西道。
5. ↑  《八閩通志·卷六十六·人物》：杜琮字孟清，號蒙齋。甌寧人。永樂初應詔預修大典，領應天府辛卯鄉薦，歷上高、全椒二學教諭。用選拜監察御史，升山東布政司左參議，皆克舉其職。卒於官所。著有《適興》、《錦江》二集藏於家。